# Koala Man
Koala Man es una serie de televisión de superhéroes americana de animación creada por Michael Cusack y desarrollada por Cusack, Dan Hernandez y Benji Samit para Hulu. La serie se estrenó en Hulu en los EE. UU. y Disney+ a nivel internacional (incluida Australia) el 9 de enero de 2023.

## Argumento
La serie tiene lugar en un universo alternativo llamado "Bushworld", donde el hundimiento del Titanic nunca ocurrió, lo que indirectamente resultó en la destrucción de los Estados Unidos de América (excepto Hollywood, que se convirtió en una isla), Australia se convirtió en la superpotencia mundial y Nicole Kidman convirtiéndose en su Reina. La historia sigue a Kevin Williams, un padre de familia que decide hacer justicia en la ciudad de Dapto como el superhéroe increíblemente promedio Koala Man. Sin poderes y con un disfraz simple, que aparentemente es suficiente para ocultar su identidad, Kevin se encuentra con una variedad de malhechores que desean dañar su ciudad. Kevin se une a su familia de él, que soportó sus desventuras de él, incluida su esposa Vicky con los pies en la tierra, su hija Alison, obsesionada con la popularidad, y su hijo nerd Liam, que secretamente posee poderes psíquicos.

## Reparto y personajes

### Principales
- Michael Cusack como Kevin Williams/Koala Man, un padre y experto en TI que trabaja como un superhéroe de bajo costo.
  - Cusack también es la voz de:
    - Liam Williams, el hijo de Kevin que posee poderes psíquicos
    - Damo y Darren, un par de criminales de bajo nivel
    - Nicole Kidman, la reina de Australia
    - Huge Greg, el hermano mayor de Big Greg
    - varios personajes
- Sarah Snook como Vicky Williams, esposa de Kevin, que trabaja en el comedor escolar.
- Demi Lardner como Alison Williams, la hija de kevin.

### Invitados
- Hugh Jackman como Big Greg, un amado famoso experto en pesca y presidente del ayuntamiento, que es el jefe de Kevin.
- Jemaine Clement como el director Bazwell / Christopher / The Kookaburra, el director ineficaz de North Dapto High que es el jefe de Vicky y se revela a sí mismo como un supervillano.
- Alexandra Daddario como así misma.
- Rachel House como Janine, amiga de Vicky y compañera de trabajo en el comedor escolar.
  - House también da voz a Louise, la dueña del club de bolos local que siente atracción por Koala Man.
- Angus Sampson como el general Peckmeister, el basurero marchito, el Papá Noel de verano y muchos más.
- Friendlyjordies como Town Shopkeeper, Chippy, víctima de la película Snuff.
- Hugo Weaving como el rey Emudeus
- Justin Roiland (sólo temporada 1) como Chad Wagon, un estadounidense que quiere convertir a Australia en un segundo Estados Unidos.
- Michelle Brasier como McKayla Taylor Mercedes, una chica popular que habla con fritura vocal y la némesis inicial de Alison.

## Producción
Se anunció en marzo de 2021 que Hulu había dado un pedido de serie para el programa. Michael Cusack, quien es el creador, da voz al personaje titular, con Hugh Jackman, Sarah Snook y Demi Lardner uniéndose al elenco de voces. En octubre de 2022, Jemaine Clement, Rachel House y Jarrad Wright se unieron al elenco, y se anunció que Miranda Otto y Hugo Weaving harían apariciones especiales. El 25 de enero de 2023, Justin Roiland fue despedido del programa (junto con su otro programa de Hulu, Solar Opposites) luego de ser acusado de un delito grave de abuso doméstico.

## Lanzamiento
La serie se estrenó el 9 de enero de 2023 en Hulu en los Estados Unidos, internacionalmente en Disney+ a través de Star Hub y América Latina en Star+.

## Recepción
La temporada 1 ha recibido críticas generalmente positivas de los críticos. En Rotten Tomatoes, la temporada 1 tiene un índice de aprobación del 85% según las reseñas de 13 críticos, con una calificación promedio de 6.8/10. El consenso crítico del sitio web afirma: "Si bien Koala Man puede sentirse como una mezcolanza de ideas extravagantes, su identidad australiana distintiva le da una personalidad punzante".